# Рибалово (Кривошиїнський район)
Риба́лово (рос. Рыбалово) — присілок у складі Кривошиїнського району Томської області, Росія. Входить до складу Іштанського сільського поселення.

## Населення
Населення — 110 осіб (2010; 172 у 2002).
Національний склад (станом на 2002 рік):
- росіяни — 97 %